# أندريييفكا (محافظة كاركيف)
أندريييفكا (Андріївка) هي بلدة من النمط المدني في محافظة كاركيف في أوكرانيا.